# Васиљ Кук
Васиљ Степанович Кук (укр. Василь Степанович Кук; Красне, 11. јануар 1913 — Кијев,  9. септембар 2007) био је украјински националиста и последњи вођа Украјинске устаничке армије (УПА). Заробљен је од стране КГБ-а 1954. године и провео је шест година у затвору без судске пресуде.

## Биографија
Рођен је 11. јануара 1913. године у месту Красне, Краљевина Галиција и Лодомерија, Аустроугарска у украјинској гркокатоличкој породици. Студирао је право на Католичком универзитету у Лублину и прикључио се Организацији украјинских националиста (ОУН).
Године 1941. постао је једна од истакнутих личности ОУН и предводио је групу организације у Дњепропетровску. Након смрти Романа Шухевича 1950. године постао је вођа Украјинске устаничке армије. Заробио га је КГБ 1954. године и провео је шест година у затвору без судске пресуде.
Изашао је из затвора након амнестија и дозвољено му је да се пресели у Кијев. Дипломирао је филозофију на Кијевском универзитету и радио на Институту историје и академији уметности Украјинског СССР. Након распада Совјетског Савеза био је активан у ветеранским организацијама УПА.
Умро је 9. септембра 2007. године и сахрањен у свом родном месту. Бивши председник Украјине Виктор Јушченко је назвао Кука „персонификациом Украјине“.